# Wąwolnica (gmina)
Pour les articles homonymes, voir Wąwolnica.
Wąwolnica est une gmina rurale (gmina wiejska) du powiat de Puławy, dans la Voïvodie de Lublin, dans l'est de la Pologne.
Son siège administratif (chef-lieu) est le village de Wąwolnica, qui se situe environ 19 kilomètres (km) au sud-est de Puławy (siège du powiat) et 31 kilomètres à l'ouest de la capitale régionale Lublin (capitale de la voïvodie).
La gmina couvre une superficie de 62,15 km2 pour une population de 4 936 habitants en 2006.

## Histoire
De 1975 à 1998, la gmina est attachée administrativement à l'ancienne voïvodie de Lublin.

Depuis 1999, elle fait partie de la nouvelle voïvodie de Lublin.

## Géographie
La gmina inclut les villages (sołectwa) de:

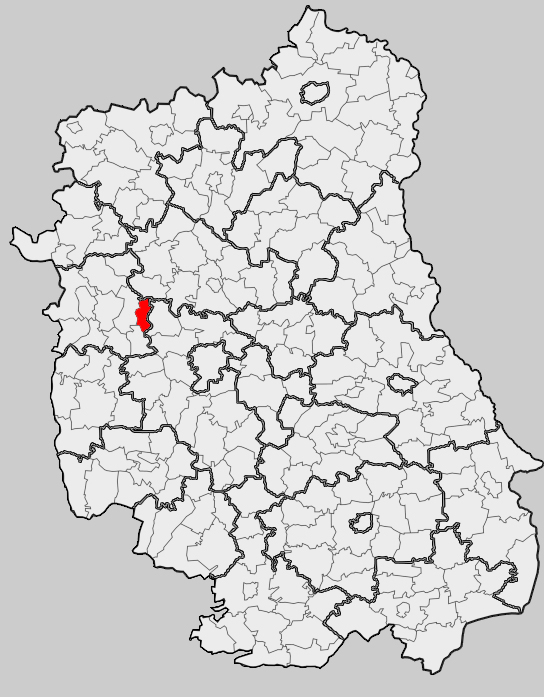
Position de la gmina dans la voïvodie

- Bartłomiejowice
- Celejów
- Grabówki
- Huta
- Karmanowice
- Kębło
- Łąki
- Łopatki
- Łopatki-Kolonia
- Mareczki
- Rąblów
- Rogalów
- Stanisławka
- Wąwolnica
- Zarzeka
- Zawada
- Zgórzyńskie

### Gminy voisines
La gmina de Wąwolnica est voisine des gminy de :
- Karczmiska
- Kazimierz Dolny
- Końskowola
- Kurów
- Nałęczów
- Poniatowa
- Wojciechów

## Structure du terrain
D'après les données de 2002, la superficie de la commune de Wąwolnica est de 62,15 kilomètres carrés, répartis comme telle :
- terres agricoles : 81%
- forêts : 12%

La commune représente 6,66% de la superficie du powiat.

## Démographie
Données du 30 juin 2004 :
| Description        | Total  | Total | Femmes | Femmes | Hommes | Hommes |
| ------------------ | ------ | ----- | ------ | ------ | ------ | ------ |
| Unité              | Nombre | %     | Nombre | %      | Nombre | %      |
| Population         | 4 998  | 100   | 2 531  | 50,6   | 2 467  | 49,4   |
| Densité (hab./km²) | 80,4   | 80,4  | 40,7   | 40,7   | 39,7   | 39,7   |